# Natacha Ngoye Akamabi
Natacha Ngoye Akamabi (15 agosto 1993) è una velocista congolese (Repubblica del Congo).

## Biografia
La sua prima esperienza in una competizione internazionale risale al 2010, quando ha preso parte ai campionati africani di Nairobi, dove però non ha superato le batterie nei 100 e 200 metri piani.
Nel 2017 ha conquistato due medaglie d'oro nei 100 e 200 metri piani ai Giochi della Francofonia di Nizza, dove si è anche classificata quarta nella staffetta 4×100 metri.
Nel 2021 si è qualificata ai Giochi olimpici di Tokyo, dove è stata portabandiera della Repubblica del Congo durante la cerimonia di apertura.

## Progressione

### 100 metri piani
| Stagione | Tempo | Luogo   | Data      | Rank. Mond. |
| -------- | ----- | ------- | --------- | ----------- |
| 2019     | 11"41 | Yaoundé | 20-7-2019 |             |
| 2017     | 11"56 | Abidjan | 24-7-2017 |             |

### 200 metri piani
| Stagione | Tempo | Luogo       | Data      | Rank. Mond. |
| -------- | ----- | ----------- | --------- | ----------- |
| 2019     | 23"04 | Yaoundé     | 20-7-2019 |             |
| 2017     | 23"39 | Abidjan     | 26-7-2017 |             |
| 2016     | 24"54 | Durban      | 25-6-2016 |             |
| 2015     | 23"45 | Brazzaville | 16-9-2015 |             |
| 2014     | 24"06 | Marrakech   | 13-8-2014 |             |
| 2012     | 24"53 | Porto-Novo  | 30-6-2012 |             |
| 2010     | 25"76 | Nairobi     | 31-7-2010 |             |

## Palmarès
| Anno | Manifestazione           | Sede         | Evento      | Risultato  | Prestazione | Note |
| ---- | ------------------------ | ------------ | ----------- | ---------- | ----------- | ---- |
| 2010 | Campionati africani      | Nairobi      | 200 m piani | Batteria   | 25"76       |      |
| 2010 | Campionati africani      | Nairobi      | 400 m piani | Batteria   | 1'02"01     |      |
| 2011 | Giochi panafricani       | Maputo       | 400 m piani | Semifinale | 1'00"40     |      |
| 2012 | Mondiali indoor          | Istanbul     | 400 m piani | Batteria   | 58"21       |      |
| 2012 | Campionati africani      | Porto-Novo   | 200 m piani | Semifinale | 24"59       |      |
| 2012 | Campionati africani      | Porto-Novo   | 400 m piani | Semifinale | 57"47       |      |
| 2013 | Giochi della Francofonia | Nizza        | 400 m piani | Batteria   | 57"11       |      |
| 2014 | Campionati africani      | Marrakech    | 200 m piani | Semifinale | 24"06       |      |
| 2014 | Campionati africani      | Marrakech    | 400 m piani | Batteria   | 55"40       |      |
| 2015 | Giochi panafricani       | Brazzaville  | 200 m piani | 5ª         | 23"61       |      |
| 2015 | Giochi panafricani       | Brazzaville  | 400 m piani | Batteria   | 54"91       |      |
| 2015 | Giochi panafricani       | Brazzaville  | 4×400 m     | 4ª         | 3'49"46     |      |
| 2016 | Campionati africani      | Durban       | 200 m piani | Semifinale | dnf         |      |
| 2017 | Giochi della Francofonia | Abidjan      | 100 m piani | Oro        | 11"56       |      |
| 2017 | Giochi della Francofonia | Abidjan      | 200 m piani | Oro        | 23"69       |      |
| 2017 | Giochi della Francofonia | Abidjan      | 4×100 m     | 4ª         | 46"29       |      |
| 2019 | Giochi panafricani       | Rabat        | 100 m piani | 5ª         | 11"54       |      |
| 2019 | Giochi panafricani       | Rabat        | 200 m piani | 5ª         | 23"44       |      |
| 2019 | Mondiali                 | Doha         | 200 m piani | Batteria   | dq          |      |
| 2019 | Giochi mondiali militari | WUhan        | 100 m piani | 7ª         | 11"81       |      |
| 2019 | Giochi mondiali militari | WUhan        | 200 m piani | 5ª         | 23"65       |      |
| 2021 | Giochi olimpici          | Tokyo        | 100 m piani | Batteria   | 11"52       |      |
| 2022 | Campionati africani      | Saint Pierre | 100 m piani | Semifinale | dnf         |      |
| 2022 | Campionati africani      | Saint Pierre | 200 m piani | 8ª         | 24"45       |      |
| 2023 | Mondiali                 | Budapest     | 100 m piani | Batteria   | 11"60       |      |
| 2024 | Giochi panafricani       | Accra        | 100 m piani | 6ª         | 11"66       |      |
| 2024 | Giochi panafricani       | Accra        | 200 m piani | Bronzo     | 23"42       |      |
| 2024 | Campionati africani      | Douala       | 4x100 m     | 6ª         | 45"90       |      |
| 2024 | Giochi olimpici          | Parigi       | 100 m piani | Batteria   | 11"36       |      |
| 2025 | Mondiali indoor          | Nanchino     | 60 m piani  | Batteria   | 7"59        |      |